# Sviny, Tábor
Sviny là một làng thuộc huyện Tábor, vùng Jihočeský, Cộng hòa Séc.